# Кофейная кантата
Кофейная кантата (нем. Kaffeekantate) — кантата Иоганна Себастьяна Баха, BWV 211. Инципит: «Schweigt stille, plaudert nicht» (с нем. — «Будьте тихи, не разговаривайте»). Написана между 1732 и 1734 годами. Продолжительность — от 25 (в аутентичных интерпретациях) до 30 минут. Кофейная кантата — одна из наиболее часто исполняемых светских кантат Баха.

## История

### История создания
Это произведение Бах написал по заказу кафе Циммермана (нем., нем. Zimmermannsche Kaffeehaus) в Лейпциге, став руководителем Музыкальной коллегии (нем.) в этом городе. Начиная с 1729 года Бах время от времени по заказу его владельца писал музыку, которая исполнялась в заведении по пятницам зимой и по средам летом. Двухчасовые концерты в кафе Циммермана пользовались популярностью у горожан. Либретто к кантате написал известный в те времена либреттист Христиан Фридрих Хенрици, творивший под псевдонимом «Пикандер». Кантата была впервые исполнена в середине 1734 года, а впервые опубликована в 1837-м.
Одной из причин написания Бахом этой шутливой кантаты стало движение в Германии на запрет кофе для женщин. Ключевая ария кантаты: Ei! Wie schmeckt der Kaffee süße («Ах! Как сладок вкус кофе! Нежнее, чем тысяча поцелуев, слаще, чем мускатное вино!»)

### Исторический контекст
В начале XVIII века кофе только начал приобретать популярность у среднего класса, а посещение кофейных домов было сродни посещению клубов в более поздние времена. Немцы с недоверием относились к новому напитку: они предпочитали ему традиционное пиво и вообще плохо воспринимали всё, что не было немецким. Во многих местах продажа кофе облагалась высокими налогами, а в некоторых землях была и вовсе запрещена. Владелец кофейни, заказывая Баху юмористическое произведение о кофе, хотел популяризовать этот напиток.

## Состав
- Рассказчик (тенор)
- Шле́ндриан (Schlendrian, в переводе М. А. Сапонова — Стародум) (бас) — обычный бюргер, недолюбливающий кофе,
- Ли́схен, его дочь (Lieschen) (сопрано), напротив, увлекающаяся этим напитком.
- флейта;
- 2 скрипки;
- альт;
- клавесин
- виолончель

## Содержание
Кофейная кантата состоит из 10 частей (перемежаются речитативы и арии, в конце звучит трио всех действующих лиц). В начале Рассказчик просит слушателей не болтать и представляет им Шлендриана с дочерью. Шлендриан, узнав об увлечении дочери, пытается отговорить её от употребления напитка, но Лисхен остаётся верна кофе, описывает его замечательный вкус и т. п.
Шлендриан пытается придумать наказание для Лисхен, но она согласна на любое неудобство ради кофе. Разгневанный отец грозится не выдавать её замуж до тех пор, пока она не откажется от напитка. Лисхен делает вид, что соглашается, но Рассказчик объясняет слушателям, что она не выйдет замуж за того, кто не позволит ей делать кофе, когда она захочет. Кантата завершается трио, в котором приверженность к кофе декларируется от лица всех немецких девушек.

## Сценические версии
| Год  | Театр                              | Режиссёр-постановщик | Дирижёр         | Исполнители                                                                         | Язык постановки | Примечания                                                                      |
| ---- | ---------------------------------- | -------------------- | --------------- | ----------------------------------------------------------------------------------- | --------------- | ------------------------------------------------------------------------------- |
| 2018 | Театральная гостиная Донбасс Оперы | Оксана Антоненко     | Павел Куриляк   | Григорий Шафир (Рассказчик), Ирина Головченко (Лизхен), Юрий Алексейчук (Шлендриан) | Русский         |                                                                                 |
| 2017 | ?                                  | ?                    | Том Коопман     | Клаус Мертенс (Шлендриан), Анна Гримм (Лизхен), Лотар Одинус (Рассказичк)           | Немецкий        |                                                                                 |
| 2011 | Геликон-опера                      | Александр Бордовский | Валерий Крицков | Елена Семёнова (Лизхен), Дмитрий Скориков (Шлендриан), Михаил Серышев (Рассказчик)  | Немецкий        | В качестве увертюры использованы отдельные части из сюиты для оркестра BWV 1067 |